# Петровское (Львовский сельсовет)
Петровское  — упраздненная деревня в Токарёвской районе Тамбовской области России. Входила в состав Чичеринского сельсовета. Постановлением Тамбовской областной Думы от 22 апреля 2015 года были объединены фактически слившиеся населённые пункты — село Львово  и деревня Петровское — в единый населённый пункт с сохранением за ним наименования село Львово, численность населения в котором суммарно составила 419 человек по данным переписи 2010 года.

## География
Деревня находится в юго-западной части Тамбовской области, в лесостепной зоне, в пределах Окско-Донской низменной равнины, на правом берегу реки Бурначки, к северу от автодороги 68Н-062, на расстоянии примерно 26 километра (по прямой) к северо-востоку от Токарёвки, административного центра района. 

### Климат
Климат умеренно континентальный, относительно сухой, с холодной продолжительной зимой и тёплым летом. Средняя температура воздуха самого холодного месяца (января) — −11,5 — −10,5 °C (абсолютный минимум — −39 °C); самого тёплого месяца (июля) — 19,5 — 20,5 °C (абсолютный максимум — 40 °С). Продолжительность периода с положительной температурой выше 10 °C колеблется от 141 до 154 дней. Среднегодовое количество атмосферных осадков составляет 450—470 мм, из которых большая часть выпадает в тёплый период. Снежный покров держится в течение 135 дней.

## Население
| 2002 | 2010 |
| ---- | ---- |
| 324  | ↘285 |

### Национальный состав
Согласно результатам переписи 2002 года, в национальной структуре населения русские составляли 98 %